# J. J. Watt
Justin James Watt (sinh ngày 22 tháng 3 năm 1989) là vận động viên bóng bầu dục Hoa Kỳ. Anh hiện đang chơi cho đội Texas Houston của giải NFL nổi tiếng với thân hình đồ sộ cao 1m96 cùng những múi cơ bắp cuồn cuộn, to lớn đến nỗi bất kỳ đối thủ nào cũng đều dễ dàng bị anh hất tung ra khỏi sân. Anh được Tạp chí Time bình chọn là 100 người nổi tiếng nhất trên thế giới vào năm 2018.